# Skrivena Luka
Skrivena Luka je manjše naselje in istoimenski zaliv na južni obali otoka Lastovo (Hrvaška), ki upravno spada pod občino Lastovo; le-ta pa spada pod Dubrovniško-neretvansko županijo.
Naselje se razprostira okoli zaliva Skrivena Luka med polotokoma Struga in Stražica . Zaliv je varen pred vsemi vetrovi Na obali pod restavracijo Porto Rosso je okoli 20 m dolg pomol. Borov gozd na polotoku Struga, na koncu katerega stoji svetilnik,ki oddaja svetlobni signal: Bl 10s z nazivnim dometom 27 milj, je primeren za kampiranje. Orentacija za vplutje v zaliv skozi 150 metrov širok preliv je svetilnik na rtu polotoka Struga. Svetilnik oddaja svetlobni signal: R Bl 3s. Najbolše sidrišče za plovila je v severnem delu zaliva. Blizu obale v celotnem zalivu so na gladini morja slabo vidne kletke v katerih domačini hranijo ulovljene jastoge. Naselje je s cesto povezano z okoli 7,5 km
oddaljenim nsaljem Lastovo.

## Demografija
| Pregled števila prebivalcev po letih | Pregled števila prebivalcev po letih | Pregled števila prebivalcev po letih | Pregled števila prebivalcev po letih | Pregled števila prebivalcev po letih | Pregled števila prebivalcev po letih | Pregled števila prebivalcev po letih | Pregled števila prebivalcev po letih | Pregled števila prebivalcev po letih | Pregled števila prebivalcev po letih | Pregled števila prebivalcev po letih | Pregled števila prebivalcev po letih | Pregled števila prebivalcev po letih | Pregled števila prebivalcev po letih | Pregled števila prebivalcev po letih |
| ------------------------------------ | ------------------------------------ | ------------------------------------ | ------------------------------------ | ------------------------------------ | ------------------------------------ | ------------------------------------ | ------------------------------------ | ------------------------------------ | ------------------------------------ | ------------------------------------ | ------------------------------------ | ------------------------------------ | ------------------------------------ | ------------------------------------ |
| 1857                                 | 1869                                 | 1880                                 | 1890                                 | 1900                                 | 1910                                 | 1921                                 | 1931                                 | 1948                                 | 1953                                 | 1961                                 | 1971                                 | 1981                                 | 1991                                 | 2001                                 |
| 0                                    | 0                                    | 0                                    | 0                                    | 0                                    | 18                                   | 0                                    | 0                                    | 9                                    | 14                                   | 3                                    | 12                                   | 18                                   | 20                                   | 18                                   |